# Sailin' home
Sailin' home is een single van Piet Veerman uit 1987. Het is de bestverkochte single in Nederland in 1987 en tevens de bestverkochte single die hij tijdens zijn solocarrière uitbracht.

## Achtergrond
Sailin' home is een coverversie van het nummer Zora je van de Joegoslavische zangeres Neda Ukraden uit 1985. De tekst van het nummer werd geschreven door Alan Parfitt.
De platenmaatschappij CBS wilde uit kostenoverweging geen videoclip maken, waarop het publieke Veronica besloot zelf een videoclip in elkaar te zetten, wat de omroep tevens gebruikte als ledenwerf videoclip. De clip bevat videobeelden uit March 6, 1987 (the salvage of the Herald of Free Enterprise), een documentaire die gemaakt werd door Pim Korver. Na het verschijnen van de videoclip werd de plaat een hit.
De single verscheen verder op het album (vinyl lp en cd) Piet Veerman uit 1987. Later, in 1996, werd het op het verzamelalbum Sailin' home - Het beste van Piet Veerman gezet.

## Hitlijsten
In Nederland werd de plaat veel gedraaid op Radio 3 en werd een hit in de twee landelijke hitlijsten op de nationale publieke popzender. De plaat bereikte de nummer 1-positie in zowel de Nederlandse Top 40 als de Nationale Hitparade Top 100. In de op Radio 3 uitgezonden Europese hitlijst, de TROS Europarade, werd de achtste positie behaald. In Vlaanderen bereikte de plaat eveneens de nummer 1-positie in zowel de voorloper van de Ultratop 50 als de Radio 2 Top 30. Ook was het een hit in Oostenrijk. Het is de best verkochte single die Veerman tijdens zijn solocarrière uitbracht.
Tussen 1999 en 2014 stond het lied regelmatig in de NPO Radio 2 Top 2000. Het lied kwam op nummer 6 van de Volendammer Top 1000, een hitlijst die in 2013 werd samengesteld door een groot aantal lokale radio- en televisiestations in Noord-Holland.

### Nederlandse Top 40
| Hitnotering: 14-03-1987 t/m 03-07-1987 | Hitnotering: 14-03-1987 t/m 03-07-1987 | Hitnotering: 14-03-1987 t/m 03-07-1987 | Hitnotering: 14-03-1987 t/m 03-07-1987 | Hitnotering: 14-03-1987 t/m 03-07-1987 | Hitnotering: 14-03-1987 t/m 03-07-1987 | Hitnotering: 14-03-1987 t/m 03-07-1987 | Hitnotering: 14-03-1987 t/m 03-07-1987 | Hitnotering: 14-03-1987 t/m 03-07-1987 | Hitnotering: 14-03-1987 t/m 03-07-1987 | Hitnotering: 14-03-1987 t/m 03-07-1987 | Hitnotering: 14-03-1987 t/m 03-07-1987 | Hitnotering: 14-03-1987 t/m 03-07-1987 | Hitnotering: 14-03-1987 t/m 03-07-1987 | Hitnotering: 14-03-1987 t/m 03-07-1987 | Hitnotering: 14-03-1987 t/m 03-07-1987 | Hitnotering: 14-03-1987 t/m 03-07-1987 |
| Week                                   | 1                                      | 2                                      | 3                                      | 4                                      | 5                                      | 6                                      | 7                                      | 8                                      | 9                                      | 10                                     | 11                                     | 12                                     | 13                                     | 14                                     | 15                                     |                                        |
| -------------------------------------- | -------------------------------------- | -------------------------------------- | -------------------------------------- | -------------------------------------- | -------------------------------------- | -------------------------------------- | -------------------------------------- | -------------------------------------- | -------------------------------------- | -------------------------------------- | -------------------------------------- | -------------------------------------- | -------------------------------------- | -------------------------------------- | -------------------------------------- | -------------------------------------- |
| Positie                                | 26                                     | 15                                     | 5                                      | 2                                      | 1                                      | 1                                      | 1                                      | 1                                      | 2                                      | 3                                      | 4                                      | 8                                      | 14                                     | 23                                     | 38                                     | uit                                    |

### NederlandseNationale Hitparade
| Hitnotering: 07-03-1987 t/m 24-07-1987 | Hitnotering: 07-03-1987 t/m 24-07-1987 | Hitnotering: 07-03-1987 t/m 24-07-1987 | Hitnotering: 07-03-1987 t/m 24-07-1987 | Hitnotering: 07-03-1987 t/m 24-07-1987 | Hitnotering: 07-03-1987 t/m 24-07-1987 | Hitnotering: 07-03-1987 t/m 24-07-1987 | Hitnotering: 07-03-1987 t/m 24-07-1987 | Hitnotering: 07-03-1987 t/m 24-07-1987 | Hitnotering: 07-03-1987 t/m 24-07-1987 | Hitnotering: 07-03-1987 t/m 24-07-1987 | Hitnotering: 07-03-1987 t/m 24-07-1987 | Hitnotering: 07-03-1987 t/m 24-07-1987 | Hitnotering: 07-03-1987 t/m 24-07-1987 | Hitnotering: 07-03-1987 t/m 24-07-1987 | Hitnotering: 07-03-1987 t/m 24-07-1987 | Hitnotering: 07-03-1987 t/m 24-07-1987 | Hitnotering: 07-03-1987 t/m 24-07-1987 | Hitnotering: 07-03-1987 t/m 24-07-1987 | Hitnotering: 07-03-1987 t/m 24-07-1987 | Hitnotering: 07-03-1987 t/m 24-07-1987 | Hitnotering: 07-03-1987 t/m 24-07-1987 |
| Week                                   | 1                                      | 2                                      | 3                                      | 4                                      | 5                                      | 6                                      | 7                                      | 8                                      | 9                                      | 10                                     | 11                                     | 12                                     | 13                                     | 14                                     | 15                                     | 16                                     | 17                                     | 18                                     | 19                                     | 20                                     |                                        |
| -------------------------------------- | -------------------------------------- | -------------------------------------- | -------------------------------------- | -------------------------------------- | -------------------------------------- | -------------------------------------- | -------------------------------------- | -------------------------------------- | -------------------------------------- | -------------------------------------- | -------------------------------------- | -------------------------------------- | -------------------------------------- | -------------------------------------- | -------------------------------------- | -------------------------------------- | -------------------------------------- | -------------------------------------- | -------------------------------------- | -------------------------------------- | -------------------------------------- |
| Positie                                | 37                                     | 14                                     | 6                                      | 2                                      | 1                                      | 1                                      | 1                                      | 1                                      | 2                                      | 2                                      | 3                                      | 5                                      | 7                                      | 8                                      | 30                                     | 38                                     | 40                                     | 43                                     | 60                                     | 91                                     | uit                                    |

### VlaamseBRT Top 30
| Hitnotering: 4-4-1987 t/m 26-6-1987 | Hitnotering: 4-4-1987 t/m 26-6-1987 | Hitnotering: 4-4-1987 t/m 26-6-1987 | Hitnotering: 4-4-1987 t/m 26-6-1987 | Hitnotering: 4-4-1987 t/m 26-6-1987 | Hitnotering: 4-4-1987 t/m 26-6-1987 | Hitnotering: 4-4-1987 t/m 26-6-1987 | Hitnotering: 4-4-1987 t/m 26-6-1987 | Hitnotering: 4-4-1987 t/m 26-6-1987 | Hitnotering: 4-4-1987 t/m 26-6-1987 | Hitnotering: 4-4-1987 t/m 26-6-1987 | Hitnotering: 4-4-1987 t/m 26-6-1987 | Hitnotering: 4-4-1987 t/m 26-6-1987 | Hitnotering: 4-4-1987 t/m 26-6-1987 |
| Week                                | 1                                   | 2                                   | 3                                   | 4                                   | 5                                   | 6                                   | 7                                   | 8                                   | 9                                   | 10                                  | 11                                  | 12                                  |                                     |
| ----------------------------------- | ----------------------------------- | ----------------------------------- | ----------------------------------- | ----------------------------------- | ----------------------------------- | ----------------------------------- | ----------------------------------- | ----------------------------------- | ----------------------------------- | ----------------------------------- | ----------------------------------- | ----------------------------------- | ----------------------------------- |
| Positie                             | 13                                  | 3                                   | 3                                   | 1                                   | 1                                   | 1                                   | 1                                   | 2                                   | 3                                   | 5                                   | 7                                   | 21                                  | uit                                 |

### VlaamseUltratop 30
| Hitnotering: 04-04-1987 t/m 26-06-1987 | Hitnotering: 04-04-1987 t/m 26-06-1987 | Hitnotering: 04-04-1987 t/m 26-06-1987 | Hitnotering: 04-04-1987 t/m 26-06-1987 | Hitnotering: 04-04-1987 t/m 26-06-1987 | Hitnotering: 04-04-1987 t/m 26-06-1987 | Hitnotering: 04-04-1987 t/m 26-06-1987 | Hitnotering: 04-04-1987 t/m 26-06-1987 | Hitnotering: 04-04-1987 t/m 26-06-1987 | Hitnotering: 04-04-1987 t/m 26-06-1987 | Hitnotering: 04-04-1987 t/m 26-06-1987 | Hitnotering: 04-04-1987 t/m 26-06-1987 | Hitnotering: 04-04-1987 t/m 26-06-1987 | Hitnotering: 04-04-1987 t/m 26-06-1987 |
| Week                                   | 1                                      | 2                                      | 3                                      | 4                                      | 5                                      | 6                                      | 7                                      | 8                                      | 9                                      | 10                                     | 11                                     | 12                                     |                                        |
| -------------------------------------- | -------------------------------------- | -------------------------------------- | -------------------------------------- | -------------------------------------- | -------------------------------------- | -------------------------------------- | -------------------------------------- | -------------------------------------- | -------------------------------------- | -------------------------------------- | -------------------------------------- | -------------------------------------- | -------------------------------------- |
| Positie                                | 18                                     | 8                                      | 4                                      | 1                                      | 1                                      | 1                                      | 1                                      | 2                                      | 4                                      | 9                                      | 13                                     | 27                                     | uit                                    |

### NPO Radio 2 Top 2000
| Nummer met noteringen in de NPO Radio 2 Top 2000 | '99  | '00  | '01  | '02 | '03  | '04 | '05  | '06  | '07  | '08  | '09 | '10  | '11 | '12  | '13  | '14  |
| ------------------------------------------------ | ---- | ---- | ---- | --- | ---- | --- | ---- | ---- | ---- | ---- | --- | ---- | --- | ---- | ---- | ---- |
| Sailin' home                                     | 1175 | 1468 | 1847 | -   | 1163 | 661 | 1061 | 1196 | 1288 | 1132 | -   | 1853 | -   | 1846 | 1907 | 1849 |

1. ↑  Een '-' betekent dat het nummer niet was genoteerd en een vetgedrukt getal geeft de hoogste notering aan.
2. ↑  Deze tabel is bijgewerkt tot en met de laatste editie (2024).

### Evergreen Top 1000
| Evergreen Top 1000 | Evergreen Top 1000 | Evergreen Top 1000 | Evergreen Top 1000 | Evergreen Top 1000 | Evergreen Top 1000 | Evergreen Top 1000 | Evergreen Top 1000 | Evergreen Top 1000 | Evergreen Top 1000 | Evergreen Top 1000 | Evergreen Top 1000 | Evergreen Top 1000 | Evergreen Top 1000 | Evergreen Top 1000 | Evergreen Top 1000 | Evergreen Top 1000 |
| Jaar               | 2008               | 2009               | 2010               | 2011               | 2012               | 2013               | 2014               | 2015               | 2016               | 2017               | 2018               | 2019               | 2020               | 2021               | 2022               | 2023               |
| ------------------ | ------------------ | ------------------ | ------------------ | ------------------ | ------------------ | ------------------ | ------------------ | ------------------ | ------------------ | ------------------ | ------------------ | ------------------ | ------------------ | ------------------ | ------------------ | ------------------ |
| Positie            | 542                | 581                | 569                | 569                | 551                | 223                | 252                | 251                | 186                | 231                | 326                | 311                | 275                | 267                | 313                | 219                |